# Pozemní síly Armády České republiky
Le Forze armate terrestri della Repubblica Ceca (dal ceco Pozemní síly Armády České republiky) sono una delle componenti dell'Armáda České republiky, le forze armate del Paese, delle quali fa parte assieme all'Aeronautica Militare della Repubblica Ceca, Forze speciali e Forze per operazioni informatiche. Tutte e due le forze armate sono dipendenti dal capo di stato maggiore della difesa ed inserite nel Ministero della Difesa.

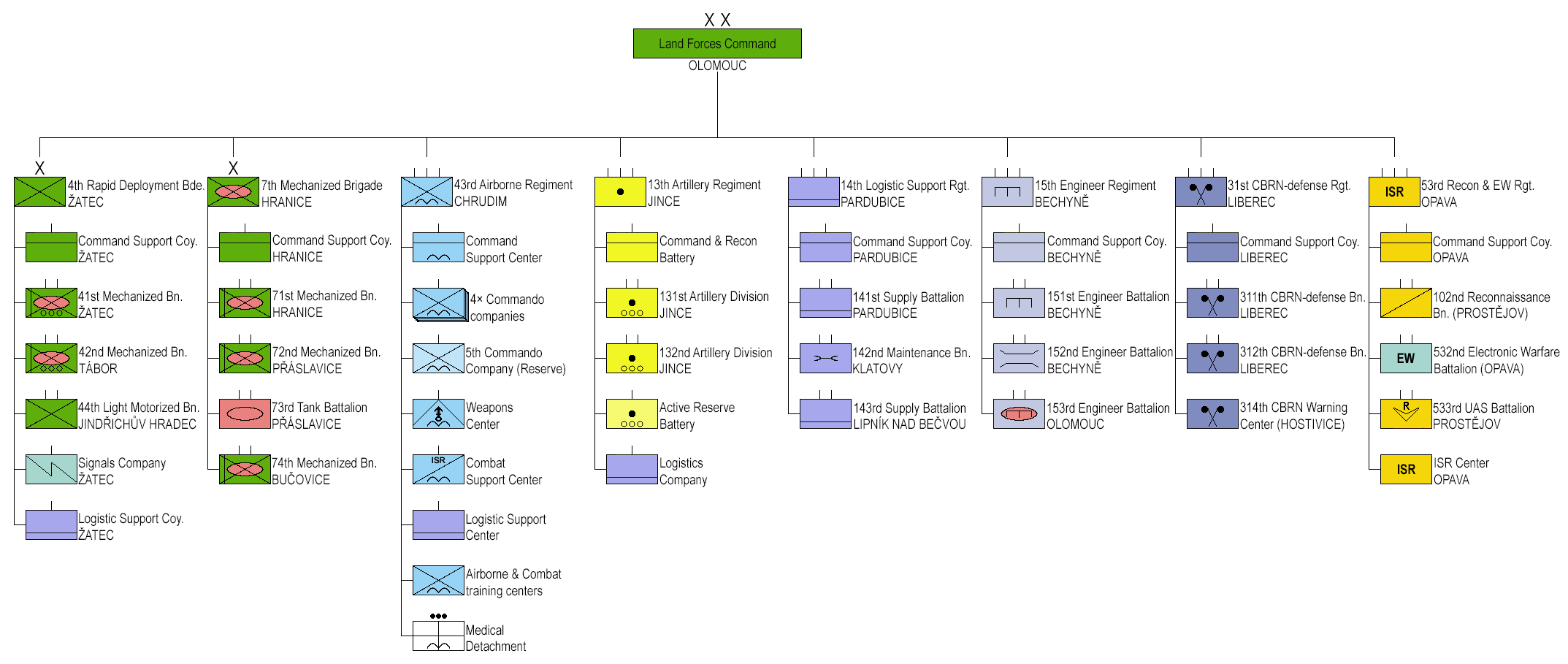
Struttura delle Forze armate terrestri della Repubblica Ceca 2023

## Equipaggiamento
| Modello                  | Immagine | Origine                               | Tipo                    | Versione (denominazione locale) | In servizio ( fine 2022) | Note |
| Carri armati             |          |                                       |                         |                                 |                          | |
| Leopard 2                |          | Germania                              | Carro armato            |                                 | 1+13                     | Alla fine del 2022 riceverà dalla Germania 15 Leopard 2A4(in sostituzione dei 12 T-72 donati all'Ucraina che in futuro saranno aggiornati allo standard A7Plus) e avviando una trattativa per ottenere, pagando, altri 50 carri Leopard 2A7Plus insieme all'addestramento..                                               |
| T-72                     |          | Rep. Ceca Unione Sovietica/ Rep. Ceca | Carro armato            | M4CZM1                          | 3051                     | 30 carri T-72M1/M4CZ in attività e un numero non quantificato (forse 80) di carri non aggiornati nei depositi. Circa 40 carri armati T-72 sono stati forniti all'Ucraina durante l'Invasione russa dell'Ucraina. Il 22 febbraio 2023, il primo ministro ceco ha dichiarato che sono stati ceduti all'Ucraina 89 carri T72 |
| semovente d'artiglieria  |          |                                       |                         |                                 |                          | |
| DANA                     |          | Rep. Ceca                             | semovente d'artiglieria |                                 | 80                       | 50 in servizio attivo e 30 in riserva. Da quest'ultimi sono stati prelevati quelli inviati in Ucraina(circa 20) |
| SPM-85 PRAM              |          | Rep. Ceca                             | semovente d'artiglieria |                                 | 8                        | |
| veicoli da combattimento |          |                                       |                         |                                 |                          | |
| BVP-1                    |          | Unione Sovietica                      | IFV                     |                                 | 50                       | 340 veicoli cingolati da combattimento BMP-1 in riserva e disponibili per essere ceduti. Di questi, circa 100 veicoli da combattimento di fanteria BMP-1 sono stati forniti all'Ucraina. Il 22 febbraio 2023, il primo ministro ceco ha dichiarato che sono stati ceduti all'Ucraina 226 BMP-1                            |
| BVP-2                    |          | Unione Sovietica/ Rep. Ceca           | IFV                     |                                 |                          | |
| Pandur 2                 |          | Austria/ Rep. Ceca                    | IFV                     |                                 | 127                      | |